# De brief voor de koning (film)
De brief voor de koning is een Nederlandse familiefilm uit 2008. Deze film is geschreven door Maarten Lebens en Pieter Verhoeff en is geregisseerd door Pieter Verhoeff. De opnamen voor de film vonden plaats van november 2007 tot en met begin maart 2008 in Duitsland (Eisenach en Engelskirchen), Luxemburg (Vianden), België, Carcassonne (stad) en Nederland. In 2008 was de film te zien in de bioscoop.
Sommige rollen, waaronder die van jonkvrouw Lavinia, zijn door Duitsers gespeeld. Voor de lipsynchroniciteit spraken ze hun tekst wel in het Nederlands uit, maar deze werd nagesynchroniseerd in beter uitgesproken Nederlands.
De film is gebaseerd op het succesvolle boek dat Tonke Dragt in 1962 schreef en in 1963 werd uitgeroepen tot beste jeugdboek van het jaar. Het zeer goed verkochte boek werd in 2005 uitgeroepen tot het beste jeugdboek van de afgelopen 50 jaar, waarvoor Tonke Dragt de Griffel der Griffels kreeg overhandigd.
In augustus 2008 werd door producent Eyeworks bekendgemaakt dat ook Geheimen van het Wilde Woud, het vervolgboek van De brief voor de koning, verfilmd zou worden. Uiteindelijk is die verfilming er niet gekomen.

## Verhaal
In het land van Dagonaut moet de 16-jarige Tiuri als laatste opdracht om tot ridder te worden geslagen samen met vier anderen een nacht in de kapel doorbrengen. Zij mogen de hele nacht niet slapen, spreken, eten en voor niemand de deur opendoen. Een zwaargewonde man roept buiten om hulp en Tiuri doet open, in strijd met de voorschriften. De man vraagt hem een belangrijke brief naar ridder Edwinem te brengen (de "Zwarte ridder met het witte schild"). Deze blijkt stervend, daarom moet Tiuri de uiterst geheime brief zelf bij de Koning van Unauwen bezorgen. Hij krijgt een bijzondere ring mee als bewijs dat hij door Edwinem is gestuurd.
Zijn avontuurlijke tocht leidt hem onder andere door het land van de Grauwe Ridders. Rovers geven hem de keus: zijn paard of zijn ring afgeven. Hij houdt de ring en gaat te voet verder.
In kasteel Mistrinaut wordt hij gevangengezet en bijna gedood door de zogenaamde grauwe ridders, die hem verdenken van het vermoorden van Edwinem. Dankzij jonkvrouw Lavinia wordt duidelijk dat Tiuri onschuldig is, waarna de grijze ridders medewerking verlenen aan zijn missie door hem een deel van de weg te vergezellen op een tocht te paard.
Hij redt het leven van een rode ruiter die zich als pelgrim voordoet; deze was heimelijk van plan Tiuri te vermoorden, maar ziet daar nu vanaf.
Tiuri gaat langs de door Edwinem aanbevolen oude kluizenaar Menaures, die later de broer van de koning van Unauwen blijkt te zijn. Tiuri krijgt Menaures' hulpje Piak mee als gids over de bergen.
Wanneer de brief in verkeerde handen dreigt te vallen maakt Tiuri hem open, leert de tekst uit zijn hoofd (hoewel de brief in een taal is die hij niet kent) en verbrandt de brief. Piak helpt mee de brief te onthouden door er een moeilijk liedje van te maken.
Omdat ze geen geld hebben en geen tijd om geld te gaan verdienen proberen ze zonder te betalen over de tolbrug over de Regenboogrivier te komen. Piak, die niet kan zwemmen, valt in het water, maar Tiuri redt hem. Ze worden gevangengenomen, maar na uitleg aan de tolheer en het tonen van de ring mogen ze gratis over.
Tiuri slaagt in zijn belangrijke missie. De brief blijkt een waarschuwing te bevatten, dat het land Eviellan met zijn rode ruiters vijandelijke plannen heeft. Op de terugweg gaan Tiuri en Piak weer langs Menaures, waar Piak achterblijft. Terug in het land van Dagonaut wordt Tiuri, hoewel hij volgens de regels vier jaar zou moeten wachten, alsnog tot ridder geslagen door de koning van Dagonaut. Hierbij legt hij alsnog de laatste proef af door in z`n eentje de nacht door te brengen in de kapel waaruit hij in het begin van het boek wegliep voor het bezorgen van de brief.  Piak zoekt hem op omdat hij Tiuri miste en zodra hij Tiuri weer tegenkomt, wordt hij Tiuri's schildknaap.

## Rolverdeling
| Acteur                   | Personage               |
| ------------------------ | ----------------------- |
| Yannick van de Velde     | Tiuri                   |
| Quinten Schram           | Piak                    |
| Victor Reinier           | Grijze Ridder Ristridin |
| Daan Schuurmans          | Grijze Ridder Bendoe    |
| Ronald Top               | Grijze Ridder Ewijn     |
| Victor Bergen Henegouwen | Grijze Ridder Arwaut    |
| Uwe Ochsenknecht         | Rafox                   |
| Hanna Schwamborn         | Lavinia                 |
| Rüdiger Vogler           | Menaures/Koning Unauwen |
| Kees Boot                | Jaro                    |
| Raymond Thiry            | Tiuri de Dappere        |
| Hans Dagelet             | Warmin                  |
| Lars Rudolph             | Slupor                  |
| Monic Hendrickx          | Moeder van Tiuri        |
| Derek de Lint            | Koning Dagonaut         |
| Jeroen Willems           | Tolheer                 |
| Michiel Romeyn           | Roverhoofdman           |
| Ton Kas                  | Rover                   |
| Gijs Scholten van Aschat | Ridder Edwinem          |
| Lou Landré               | Burgemeester            |

## Productie
Op speciaal verzoek van televisie- en filmproducent Reinout Oerlemans zong Jan Smit de titelsong van de film, Stilte in de storm. De clip hiervan is als bonus te vinden op de dvd van de film. Deze bestaat uit diverse beelden uit de film.